# Turó reial d'Ambohimanga
El Turó Reial d'Ambohimanga és un jaciment arqueològic d'Ambohimanga Rova, a la comuna d'Antananarivo-Avaradrano, província d'Antananarivo a Madagascar.
L'àrea situada dalt d'un turó, on es troba una tradicional ciutat reial, conté les ruïnes d'una ciutat, les tombes i llocs sagrats. Situat a uns 24 km a l'est de la capital Antananarivo, és el més important i més ben preservat monument del precolonial Regne de Madagascar.
És un lloc de significat històric i religiós de la cultura del poble malgaix. Com a resultat d'aquest significat, el Turó Reial d'Ambohimanga va ser declarat Patrimoni de la Humanitat de la UNESCO l'any 2001.